# Arctia plantaginis
Arctia plantaginis — вид лускокрилих комах з родини еребід (Erebidae).

## Поширення
Вид поширений в Європі та Азії, а також на заході Північної Америки. Трапляється в світлих лісах, пустирях і досить вологих луках.

## Опис
Довжина переднього крила від 16 до 21 мм. Обидва крила мають фон від кремово-білого до охристого до темно-жовтого або червоного, з чорним малюнком у вигляді злитих смуг, настільки широких, що фон видно у вигляді плям.

## Спосіб життя
Буває одне покоління на рік. Імаго літають з початку червня до кінця липня. Самці в основному активні вдень, а самиці – після заходу сонця. Кормовими рослинами гусениць є подорожник, нечуйвітер, жовтозілля, кульбаба, смілка та інші. Зимує у моху гусениця на ранніх стадіях. Навесні гусениці знову починають харчуватися, заляльковуються в травні. Кокони зроблені з шовку, змішаного з волосками личинок.